# Dermestes carnivorus
Dermestes carnivorus är en skalbaggsart som beskrevs av Fabricius 1775. Dermestes carnivorus ingår i släktet Dermestes och familjen ängrar. Arten är tillfälligt reproducerande i Sverige. Inga underarter finns listade i Catalogue of Life.

## Bildgalleri

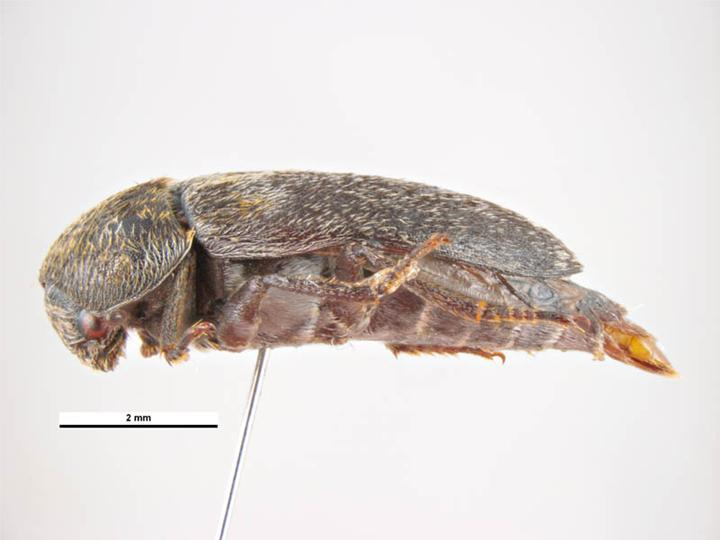